# Niccolò Campriani
Niccolò Campriani (6 de noviembre de 1987, Florencia) es un tirador deportivo italiano ganador de cuatro medallas olímpicas, tres de ellas de oro. En los Juegos Olímpicos de Londres 2012 se llevó el oro en el evento de  Rifle de 3 posiciones 50 metros y la de plata en el de Rifle de aire a 10 metros. Cuatro años más tarde en los Juegos Olímpicos de Río de Janeiro 2016 revalidó título en el de Rifle de 3 posiciones a 50 metros y consiguió la medalla de oro en el Rifle de aire a 10 metros.